# Pikelinia puna
Espèce
Pikelinia puna est une espèce d'araignées aranéomorphes de la famille des Filistatidae.

## Distribution
Cette espèce est endémique de la province de Salta en Argentine,.

## Description
La femelle holotype mesure 4,16 mm.

## Publication originale
- Ramírez & Grismado, 1997 : A review of the spider family Filistatidae in Argentina (Arachnida, Araneae), with a cladistic reanalysis of filistatid genera. Entomologica Scandinavica, vol. 28, no 3, p. 319-349 (texte intégral).